# Bonnington
Bonnington är en ort och civil parish i grevskapet Kent i sydöstra England. Orten ligger i distriktet Ashford, cirka 8,5 kilometer sydost om Ashford. Civil parishen hade 116 invånare vid folkräkningen år 2021.